# Wołodymyr Naumenko (działacz niepodległościowy)
Wołodymyr Pawłowycz Naumenko (ukr. Володимир Павлович Науменко; ur. 7 lipca?/19 lipca 1852 w Nowogrodzie Siewierskim, zm. 8 lipca 1919 w Kijowie) – ukraiński nauczyciel, tymczasowy przewodniczący Ukraińskiej Centralnej Rady i minister edukacji pod rządami Hetmanatu, znany ze swojej działalności na rzecz niepodległości Ukrainy w czasach Imperium Rosyjskiego.

## Młodość i wykształcenie
Wołodymyr Pawłowycz Naumenko urodził się 19 lipca 1852 w Nowogrodzie Siewierskim wówczas należącym do Imperium Rosyjskiego. Jego rodzina wywodziła się z Kozaków pochodzących z ziem Łubniewskich. W 1869 roku ukończył II gimnazjum męskie w Kijowie i 12 września rozpoczął studia na Wydziale Historyczno-Filologicznym Uniwersytetu Kijowskiego im. Św. Włodzimierza (obecnie Uniwersytet im. Tarasa Szewczenki). Ukończył studia 31 maja 1873.

## Kariera naukowa
Po ukończeniu studiów został nauczycielem w II gimnazjum męskim, które sam ukończył. W latach 1873–1894 uczył w gimnazjum żeńskim św. Olgi. W latach 1880–1882 nauczał języka rosyjskiego w prywatnym kolegium Pawła Gałagana. W 1883 roku za pracę w gimnazjum żeńskim św. Olgi został odznaczony Orderem Świętej Anny IV klasy. Od 1889 roku uczył w gimnazjum żeńskim w Funduklejówce i w Korpusie Kadetów św. Włodzimierza.
W 1897 roku stał na czele Kijowskiego Towarzystwa Literackiego, które zrzeszało około 900 ukraińskich intelektualistów.
26 lipca 1903 roku przyjęto jego rezygnację z pracy nauczyciela, którą złożył ze względu na pogarszający się stan zdrowia.
28 maja 1905 wystąpił do Ministerstwa Oświaty z wnioskiem o zgodę na założenie własnego prywatnego gimnazjum i zgodę tę otrzymał. Zostało ono otwarte 1 lipca 1905 i mieściło się przy ulicy Bolszaja Podwalnaja (obecnie Jarosławowy Wał) w Kijowie. Naumenko przejął oficjalnie obowiązki dyrektora 9 grudnia. W jego szkole kształcili się między innymi poeta Maksym Rylski i konstruktor samolotów Ołeksandr Karpeka.

## Działalność w ukraińskim ruchu narodowym
Od początku lat 70. XIX wieku do końca życia był aktywnym uczestnikiem ukraińskiego ruchu narodowego. Był członkiem Starej Hromady, Oddziału Południowo-Zachodniego Rosyjskiego Towarzystwa Geograficznego (zlikwidowanego dekretem z 1876) oraz kijowskiej Proswity. Był też redaktorem i wydawcą czołowego ukraińskiego pisma Kijewskaja Starina.
Na początku XX wieku został członkiem Partii Konstytucyjno-Demokratycznej i pozostał nim do 1917 roku.

## Okres Centralnej Rady, Hetmanatu i Dyrektoriatu
Po rewolucji lutowej i obaleniu caratu był w marcu 1917 jednym z założycieli Ukraińskiej Centralnej Rady, został wybrany na jej wiceprzewoniczącego i powierzono mu pełnienie obowiązków nieobecnego w Kijowie Mychajła Hruszewskiego (wybranego na przewodniczącego Rady) do czasu jego przybycia z Moskwy. W listopadzie 1918 roku został ministrem edukacji w rządzie Hetmanatu pod kierownictwem Serhija Herbela. Jak wspominał sam Naumenko, nominacja nie odbyła się za jego zgodą. Dowiedział się, że jest ministrem, z gazet. Miesiąc później w wyniku powstania kierowanego przez Dyrektoriat, Hetmanat został obalony, a Naumenko został osadzony w więzieniu na kijowskiej Łukjanowce, ale ze względu na jego wiek i zasługi został zwolniony. Przyczyną aresztowania było pełnienie stanowisko ministerialnego w czasie rządów Hetmanatu. Pozostał w Kijowie, który 6 lutego 1919 został zajęty przez Armię Czerwoną.

## Śmierć i upamiętnienie
7 lipca 1919 roku Naumenko został aresztowany przez Czeka jako były minister w rządzie Hetmanatu. Śledczy wypytywali go o miejsce pobytu innych byłych ministrów z czasów Hetmanatu, ale Naumenko nie wskazał nikogo. 8 lipca 1919 r. kolegium kijowskiej Czeka pod przewodnictwem Mārtiņša Lācisa skazało Naumenkę na śmierć, wyrok został wykonany jeszcze tego samego wieczora. Wołodymyra Naumenkę i dziewięciu innych rozstrzelanych pochowano anonimowo na Cmentarzu Łukianowskim. Następnego dnia w bolszewickiej prasie ukazała się informacja o egzekucji Naumenki, którego nazwano kontrrewolucjonistą i fałszywie zarzucono mu kierowanie rozstrzeliwaniami kijowskich robotników.
Po zdobyciu Kijowa przez białe Siły Zbrojne Południa Rosji we wrześniu 1919 roku utworzono komisję do zbadania zbrodni czekistów w Kijowie. Przeprowadzono ekshumację w miejscach masowych pochówków, w tym na Cmentarzu Łukianowskim. Wielu straconych zostało rozpoznanych przez krewnych i ponownie pochowanych, jednak informacji o ponownym pochówku Naumenki brak. Nie został też opublikowany jego nekrolog, jak w przypadku wielu innych zabitych przez czekistów, a losy jego rodziny nie są znane.
Neumenko został zrehabilitowany w grudniu 1991 roku, po powstaniu niepodległej Ukrainy. W 2017 roku w rejonie hołosijiwskim Kijowa jedna z ulic została nazwana jego imieniem.

## Życie prywatne
18 października 1874 roku poślubił 18-letnią Werę Nikołajewnę Szulginę. Byli ze sobą aż do śmierci Naumenki w 1919 roku. Mieli dwóch synów: Siergieja i Pawła.

## Odznaczenia i wyróżnienia
- Tabela rang
  - Asesor kolegialny (1878)[3]
  - Radca dworu (1879)[3]
  - Radca kolegialny (1882)[3]
  - Radca stanu (1886)[3]
  - Rzeczywisty radca stanu (1 stycznia 1914)[3]
- Order Świętego Stanisława III klasy (1879)[3]
- Order Świętej Anny IV klasy (1883)[3]
- Order Świętego Stanisława II klas (1886)[3]
- Order Świętej Anny II klasy (1 stycznia 1893)[3]
- Order Świętego Włodzimierza IV klasy (1897)[3]